# تری‌فنیل‌آمین
تری‌فنیل‌آمین یک ترکیب آلی با فرمول (C6H5)3N است. برخلاف اکثر آمین‌ها، تری فنیل آمین غیر بازی است. در دمای اتاق به صورت جامد کریستالی بی‌رنگ با ساختار مونوکلینیک است. این ماده به خوبی در دی‌اتیل اتر و بنزن قابل اختلاط است، اما عملاً در آب و تا حدی در اتانول نامحلول است. مشتقات آن دارای خواص مفیدی در هدایت الکتریکی و الکترولومینسانس هستند و در OLEDها به عنوان انتقال دهنده حفره استفاده می‌شوند.
تری‌فنیل‌آمین را می‌توان با آریلاسیون دی‌فنیل‌آمین تهیه کرد.

## خواص شیمیایی
تری فنیل آمین دارای سه گروه آروماتیک است که مستقیماً با اتم نیتروژن مرکزی پیوند شیمیایی دارند. هر گروه آروماتیک به عنوان یک جذب کننده الکترون عمل می‌کند و ابر الکترونی جفت الکترون غیرپیوندی نیتروژن را به سمت خود هدایت می‌کند. با جابجایی جفت الکترون غیرپیوندی نیتروژن، یک بار مثبت جزئی به نیتروژن اعطا می‌شود که با بار منفی جزئی که روی گروه‌های آروماتیک قرار دارد متعادل می‌شود. این آرایش از پروتونه شدن نیتروژن، که سازوکاری کلیدی برای ایجاد خاصیت بازی در یک محلول است، جلوگیری می‌کند.
از این مشخصات اوربیتالی نتیجه می‌شود که سه پیوند N-C همگی در یک صفحه قرار دارند و گروه‌های فنیل با زاویه ۱۲۰ درجه از یکدیگر قرار دارند، که در مورد آمین‌های آلیفاتیک و آمونیاک، که در آن‌ها اوربیتال‌های نیتروژن با آرایش چهاروجهی قرار دارند، صدق نمی‌کند. به دلیل ممانعت فضایی، گروه‌های فنیل در همان صفحه ای که سه پیوند N-C قرار دارند، نیستند. بلکه پیچ خورده‌اند و مولکولی به شکل «پروانه کشتی» ایجاد کرده‌اند.